# Operace Jicuv

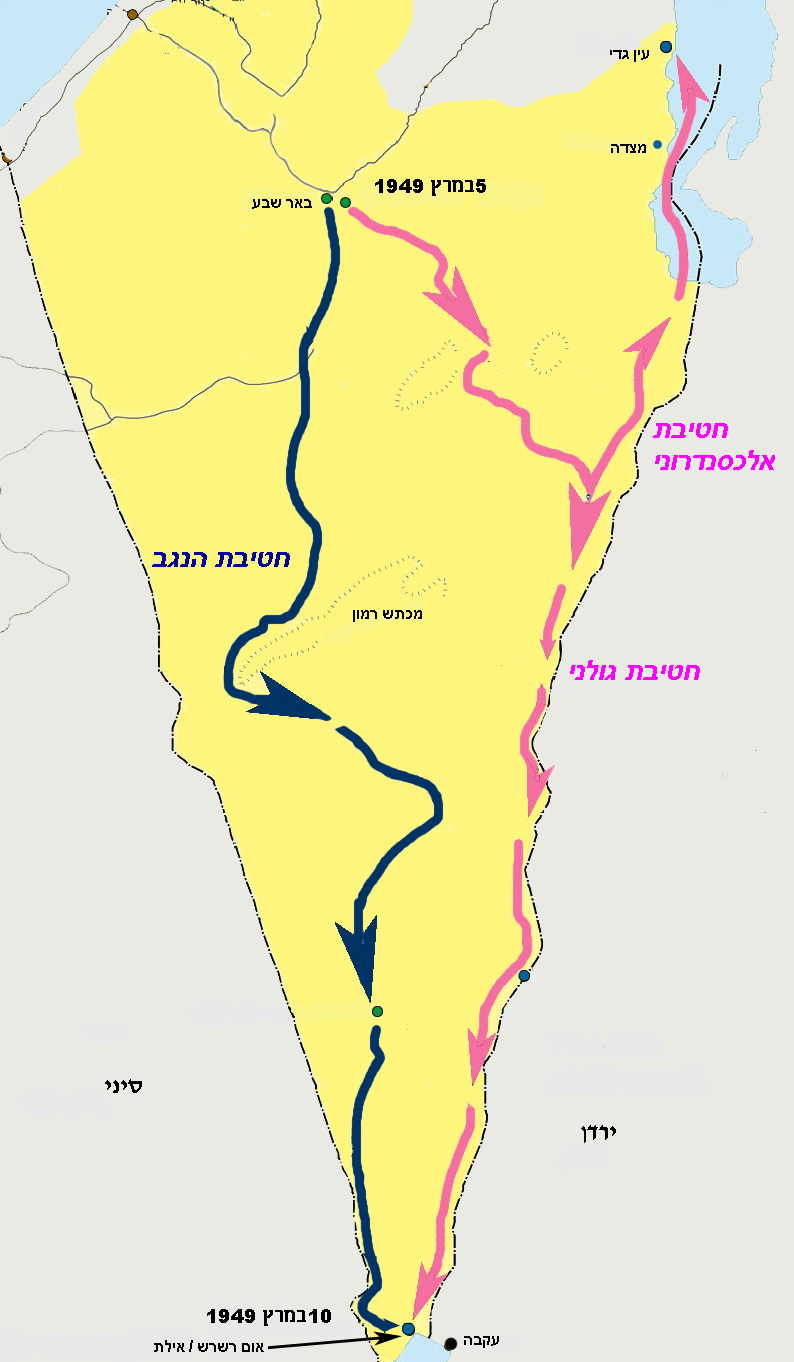
Operace Jicuv – růžově, operace Uvda – modře

Operace Jicuv (hebrejsky: מבצע יצוב, Mivca Jicuv, doslova Operace Stabilizace) byla vojenská akce izraelské armády, provedená v březnu 1949 během první arabsko-izraelské války, po vzniku státu Izrael. Operace přinesla dobytí západního břehu Mrtvého moře až po Ejn Gedi. Probíhala paralelně s Operací Uvda jako jedna z posledních vojenských akcí během této války.

## Dobové souvislosti
Během října až prosince 1948 Izraelci mimořádně zlepšili svou vojenskou situaci na jihu země. Zejména Operace Jo'av a na ni napojené menší operace dokázaly zlikvidovat egyptský koridor oddělující Negevskou poušť od centra státu a Operace Lot přinesla izraelský zábor části jihozápadního břehu Mrtvého moře. V prosinci pak započala Operace Chorev, která vytlačovala Egypťany z Negevu na území za mezinárodní hranicí. Počátkem roku 1949 Izrael začal obsazovat neosídlené pouštní oblasti na severovýchodním a jižním okraji Negevu.

## Průběh operace
Zatímco Operaci Uvda (postup do jižního Negevu) prováděla Negevská brigáda a Brigáda Golani, tak Brigáda Alexandroni se od nich ve Vádí al-Araba (zhruba v prostoru dnešní vesnice Chaceva) odpojila a zamířila k severu, kde ve dnech 7. - 9. března 1949 obsadila západní břeh Mrtvého moře včetně starověké pevnosti Masada a oázy Ejn Gedi. Vojáci se pohybovali nikoliv po břehu moře ale po vodě. Jednotkám v této operaci velel Moše Jotvat. 9. března jim vojenské letadlo shodilo zásoby. Výsledkem operace bylo ustálení hranice státu Izrael na březích Mrtvého moře.